# 山崎隆夫
山﨑 隆夫（やまざき たかお、1940年1月22日-）は、日本画家。京都市立芸術大学名誉教授、日展顧問、新日春展顧問。新潟県出身、京都市在住。父は元内務官僚で吹田市長も務めた山崎隆義。

## 経歴
- 京都教育大学特修美術日本画専攻科卒業。在学中、日展に初入選し、1972、73年に二年連続で特選。
- 1992年、「海游」で日展会員賞
- 2008年、「沼宴」で日展内閣総理大臣賞
- 2011年、日本芸術院賞・恩賜賞受賞（第42回日展出品作「海煌」に対し）
- 2012年、日本芸術院会員となる
- 2016年、新潟日報文化賞受賞
- 2018年、京都市文化功労者となる